# Jiří Skobla
Jiří Skobla   (Praga, 16 d'abril de 1930 - Praga, 18 de novembre de 1978) fou un atleta txec, especialista en el llançament de pes, que va competir sota bandera txecoslovaca durant les dècades de 1950 i 1960. Era fill de l'aixecador Jaroslav Skobla.
Durant la seva carrera esportiva va prendre part en tres edicions dels Jocs Olímpics d'Estiu. El 1952, als Jocs de Hèlsinki, fou novè en la competició del llançament de pes del programa d'atletisme. Quatre anys més tard, als Jocs de Melbourne, guanyà la medalla de bronze en la mateixa prova, rere els estatunidencs Parry O'Brien i Bill Nieder. La tercera i darrera participació en uns Jocs fou el 1960, a Roma, on novament fou novè en la final de la competició del llançament de pes del programa d'atletisme.
En el seu palmarès també destaquen dues medalles en la prova del llançament de pes al Campionat d'Europa d'atletisme. D'or el 1954 i de bronze el 1958. També guanyà una medalla de bronze al Campionat d'Europa en pista coberta de 1966, dotze campionats nacionals i va establir cinc rècords d'Europa de l'especialitat.
Morí de càncer de ronyó el 1978. Michal Polák, del Comitè Antidopatge de la República Txeca, el cita com a exemple d'atleta que ha pagat amb la seva vida l'ús d'anabolitzants.

## Millors marques
- Llançament de pes. 18,52 metres (1963)[4]